# یواس‌اس کانفلیکت (ای‌ام-۸۵)
یواس‌اس کانفلیکت (ای‌ام-۸۵) (به انگلیسی: USS Conflict (AM-85)) یک کشتی بود که طول آن ۱۷۳ فوت ۸ اینچ (۵۲٫۹۳ متر) بود. این کشتی در سال ۱۹۴۲ ساخته شد.